# Heterolýza
Jako heterolýza či heterolytické štěpení (z řeckého ἕτερος, heteros, „odlišný“, a λύσις, lusis, „štěpení“) se v chemii označuje štěpení vazby neutrální molekuly za vzniku odlišně dvou nabitých iontů (kationtu a aniontu). V tomto procesu se dva elektrony, které tvořily vazbu, naváží na tentýž fragment – a to na ten, který má větší elektronegativitu.
Energie v tomto procesu se nazývá heterolytická disociační energie vazby. K rozštěpení vazby může dojít také procesem zvaným homolýza. V heterolýze je potřeba dodatečná energie k oddělení páru iontů. Tuto energii může snížit ionizující rozpouštědlo.
V biologii se jako heterolýza označuje rozklad buněk a tkání vyvolaný hydrolytickými enzymy z okolí (obvykle z bílých krvinek). Autolýza je rozklad jejími vlastními enzymy.